# Lamborghini Aventador SV
El Lamborghini Aventador LP750-4 SV, es una variante del automóvil deportivo Lamborghini Aventador LP700-4, automóvil superdeportivo y sucesor del Lamborghini Murciélago LP670-4 SV, de quien hereda las siglas SV (Super Veloce) esta edición del modelo tiene un precio estimado de $500,000 en ventas o subastas.

## Características

### Motor
Tiene el mismo motor V12 de 6.5 litros, pero desarrollando ahora 750CV. Se conocía como el tercer auto más rápido en Nürburgring, con un espectacular tiempo de 6:59.57 minutos, por detrás del Porsche 918 Spyder y Porsche 911 GT3 RS. Sin embargo, estos se han visto superados en 2019 por el Porsche 911 GT2 RS MR (6:40.33 minutos) y el hermano mayor del Aventador Super Veloce, el Lamborghini Aventador SVJ, con un tiempo de  6:44.97 minutos. Debido a una ley de la directiva de Nürburgring, las empresas no podrán utilizar estas medidas como medio publicitario.
La dinámica de conducción del coche también se ha mejorado, ofreciendo una nueva dirección electrónica mejorada para una maniobrabilidad superior a altas velocidades, una suspensión magnética para un manejo superior y mejoras en el chasis para aumentar la rigidez. En general, el tiempo del LP 750-4 SV se reduce de 2,9 segundos a 2,8 segundos, mientras que la velocidad máxima teórica sigue "en exceso" de 350 km / h. La entrega del coche comenzó en el segundo trimestre de 2015.' Road & Track registró un tiempo 0-150 mph de 12,8 segundos, Tiempo de 33,5 segundos y una velocidad de atrapamiento de 0-402m (¼ de milla) de 141.3 mph en el tiroteo de marzo de 2016 0-200 mph.
La revista EVO entiende esto, y se ha llevado al Lamborghini Aventador Super Veloce a las colinas de la Isla de Man donde no existe límite de velocidad alguna. Cuenta con modificaciones como la optimización de la Sincronización Variable de Válvulas y el Sistema Variable de Admisión, y el nuevo y más ligero sistema de escape que también mejora la respuesta del motor al pisar el acelerador, logran este aumento de potencia y al mismo tiempo logran que el motor revolucione hasta las 8,500 rpm.

### Características
Es sumamente especial por dos cosas, la primera y más obvia es la de ser el último ejemplar de su tipo. El color Liquid Metal Blue es diferente a todos los colores que ofrece Lamborghini en sus autos porque no está dentro del catálogo de la marca. Este es un color que se desarrolló para el Porsche 918 Spyder, el aventador SV ha reducido su peso en 50 kg ya que pesa 1,525 kg en seco, cuenta con kit aerodinámico mejora el desempeño en curvas del auto, lo que lo vuelve un gran auto para la pista. fue lanzado cuatro años después del Lamborghini Aventador cuenta con amortiguadores magneto-retóricos, una dirección electromecánica que ha sido sintonizada específicamente para el auto, y rines de 20 pulgadas al frente y 21 atrás.

## Aventador SV Roadster

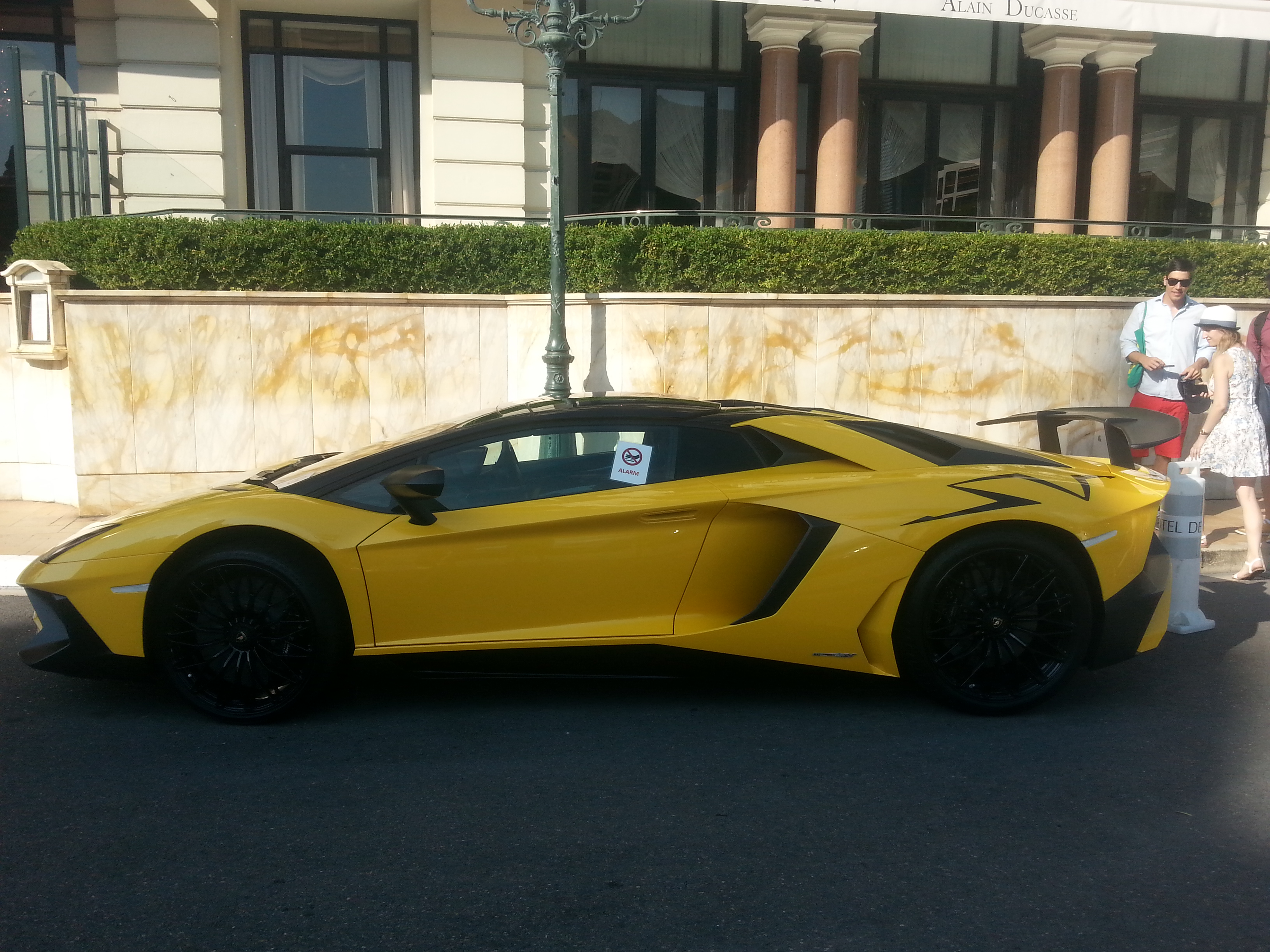
Lamborghini Aventador SV Roadster

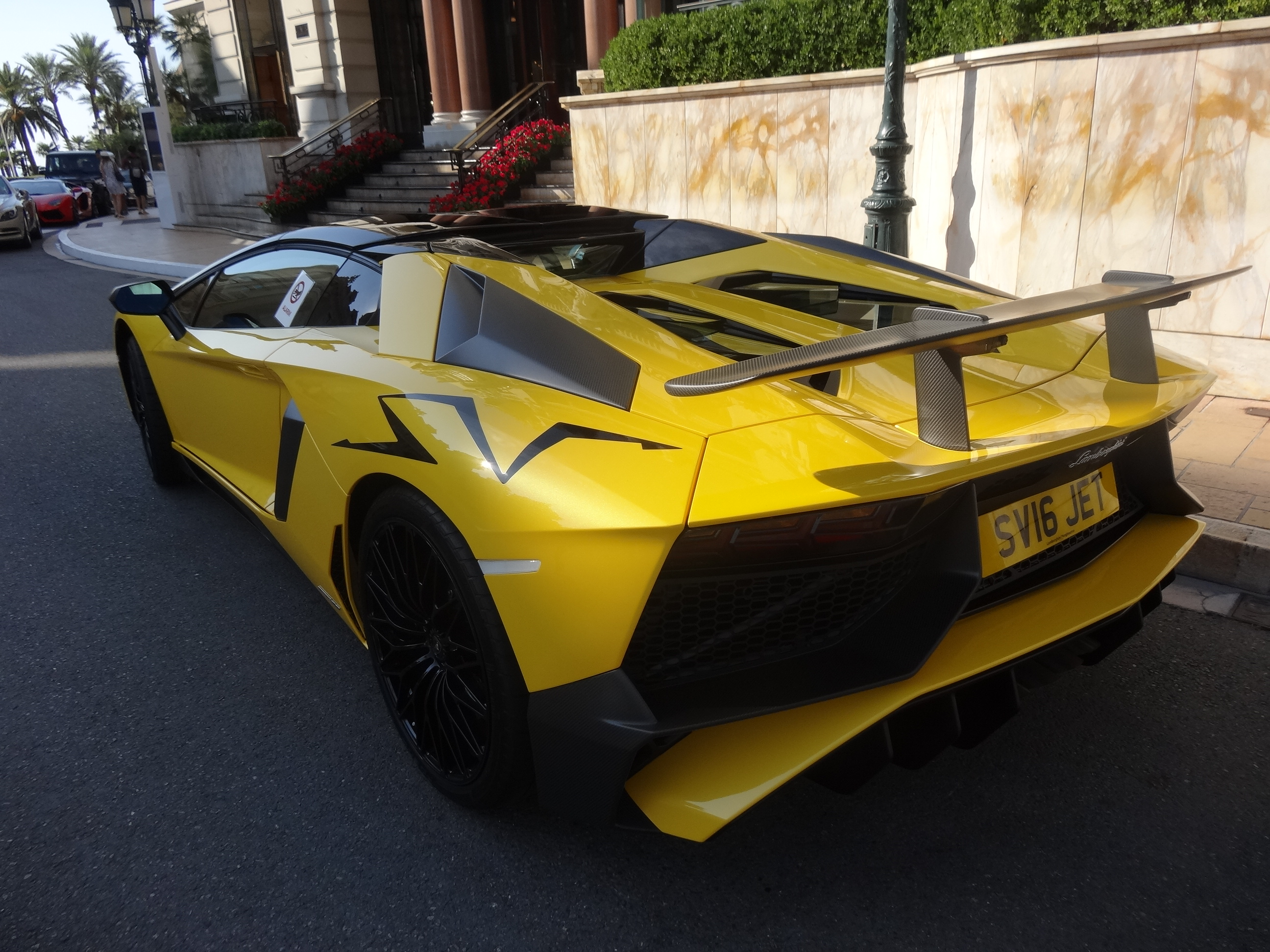
Lamborghini Aventador SV Roadster

EL Lamborghini Aventador LP 750-4 SuperVeloce Roadster fue presentado en el 2015 Pebble Beach Concours d'Elegance. Es el primer Superveloce Roadster fabricado en serie por la marca italiana. Cuenta con un compacto de dos piezas de fibra de carbono de tapa dura que se puede guardar en el tronco como el roadster anterior. Numerosas medidas de ahorro de peso han reducido el peso del Roadster a 1,575 kg (3,472 lb), una cifra que hace que 50 kg (110 lb) más ligero que el regular. Fue realizado con dos piezas de carbono con tecnología RTM y forjado Composite, que pesan menos de 6 kilos y que guardarse en el maletero con facilidad. De ese material también se ha fabricado el chasis monocasco. En los Estados Unidos se espera un precio de US $ 530.075 sin impuestos. Cuenta con tracción total de embrague Haldex de cuarta generación, una transmisión ISR automática de siete velocidades y una suspensión adaptativa Magneto Rheological, cuenta con unas llantas de 20 pulgadas delante y 21 detrás, frenos carbocerámicos, equipa un techo desmontable de dos piezas, fabricado en fibra de carbono, cuyo peso es de unos 12 kilogramos. Las entregas comenzaron en el primer trimestre de 2016 y solo se construirán 500 unidades.
Tiene un precio de 530,075 dólares, el Lamborghini Aventador Superveloce Roadster es un coche de altas prestaciones.
El revolucionario sistema de dirección Lamborghini Dynamic Steering adapta continuamente tanto la fuerza de accionamiento del volante como la relación de viraje, garantizando una mayor agilidad a velocidades bajas y medianas y una gran estabilidad a altas velocidades. El resultado es una dinámica de conducción prácticamente perfecta.

### Interior
El interior del nuevo Lamborghini SV Roadster demuestra una vez más la dedicación de Lamborghini para llevar el Aventador.
El monocasco de fibra de carbono que da forma al habitáculo es visible en más puntos y se ha incluido en los materiales de puertas y asientos deportivos, mientras que los revestimientos de piel y Alcantarar mantienen inalterado el lujo y la calidad característicos del estilo Lamborghini.

### Motor
Tiene un motor 6.5 litros V12 atmosférico (más sonoro en el Roadster gracias a una ventanilla trasera eléctrica que permite comunicar el habitáculo con el compartimento del motor), desarrolla 750 CV a 8.400 RPM y 690 Nm de par máximo, acelerando de 0 a 100 km/h en 2,9 segundos y alcanzando más de 350 km/h y una relación peso potencia es de apenadas 2,1 kg/CV.

### Suspensiones
Cuenta con amortiguadores delanteros y traseros magnetorreológicos con sistema «pushrod». En una sola palabra, activos. Compensan el balanceo y los movimientos de chasis no deseados, asegurando una respuesta perfecta en todas las condiciones de conducción.